# Романс за камъка
„Романс за камъка“ (на английски: Romancing the Stone) е романтичен комедийно-приключенски филм от 1984 г., режисиран от Робърт Земекис, по сценарий от Деян Томас и продуциран от Майкъл Дъглас, който участва във филма заедно с Катлийн Търнър и Дани Де Вито. Филмът проследява писателка на романи, която трябва да се осмели да излезе от зоната си на комфорт в Ню Йорк, за да спаси сестра си от престъпници, които я държат за откуп.
Томас пише сценария през 1979 г. Земекис, който по това време работи по Какавидите, харесва сценария и се предлага за режисьор. Туентиът Сенчъри Фокс първоначално отказва, като се позовава на търговския провал на първите му два филма – Искам да държа ръката ти и Коли на старо. В крайна сметка Земекис е уволнен от Какавидите, след като ранната прожекция на Романс за камъка не успява допълнително да впечатли ръководителите на студиото. Алън Силвестри, който ще си сътрудничи със Земекис в по-късните му филми, композира музиката.
Премиерата на филма е на 30 март 1984 г. в САЩ, като получава положителни отзиви от критиците и печели над 115 милиона долара приходи в световен мащаб. Премиерата в Мексико е на 14 септември 1984 г. Продължението Перлата на Нил излиза през декември 1985 г.

## Сюжет
Джоан Уайлдър е успешна, но самотна писателка на романтични романи в Ню Йорк. След като завършва последния си роман, Джоан напуска апартамента си, за да се срещне с издателката си Глория. По пътя тя получава писмо от съседката си госпожа Ъруин, което съдържа карта, изпратена от наскоро убития ѝ зет Едуардо. Докато я няма, мъж се опитва да проникне в апартамента на Джоан и е открит от домоуправителя на сградата, когото убива. Връщайки се в апартамента си, Джоан го намира претърсен. Тогава тя получава изненадващо телефонно обаждане от сестра си Илейн, вдовицата на Едуардо. Илейн е отвлечена от контрабандисти на антики, братовчедите Айра и Ралф, и инструктира Джоан да отиде в колумбийския крайбрежен град Картахена с картата, която е получила; това е откупът за Илейн.
Летейки за Колумбия, Джоан е отклонена от мястото на срещата от полковник Золо, човекът, претърсил апартамента ѝ, търсейки картата, като я подмамва да се качи на грешен автобус. Вместо да се отправи към Картахена, този автобус отива дълбоко във вътрешността на страната. Ралф осъзнава това и започва да следва Джоан. След като Джоан случайно разсейва шофьора на автобуса, като го пита къде отиват, автобусът се блъска в джип, причинявайки катастрофа. Докато останалите пътници се отдалечават, Джоан е заплашена от Золо, но е спасена от собственика на джипа, американски контрабандист на екзотични птици на име Джак Колтън. За да я измъкне от джунглата и да се свърже с телефона, Джоан обещава да плати на Джак 375 долара в пътнически чекове.
Джак и Джоан пътуват из джунглата, докато избягват Золо и неговата военна полиция. Достигайки малко селце, те срещат наркобарон на име Хуан, който е голям фен на романите на Джоан и с радост им помага да избягат от Золо.
След нощ на танци и страст в близкия град, Джак предлага на Джоан сами да намерят съкровището, преди да предадат картата. Хората на Золо влизат в града, така че Джак и Джоан открадват кола, за да избягат, но това е колата на Ралф, който спи на задната седалка. Те следват уликите и откриват съкровището – огромен изумруд, наречен Ел Корасон („Сърцето“). Ралф им отнема изумруда с оръжие, но силите на Золо се появяват, разсейвайки Ралф достатъчно дълго, за да може Джак да открадне съкровището обратно. След като са преследвани в река и над водопад, Джак и Джоан са разделени от двете страни на буйната река; Джоан притежава картата, а Джак – изумруда. Джак насочва Джоан към Картахена, като обещава, че ще се срещне с нея там.
В Картахена Джоан се среща с Айра, който взема картата и освобождава Илейн. Но Золо и хората му пристигат със заловения Джак и жестоко пребит Ралф. Докато Золо измъчва Джоан, Джак се опитва да ритне изумруда в крокодилски басейн зад Золо. Золо успява да хване изумруда, но тогава един крокодил скача и отхапва ръката му, поглъщайки изумруда с нея. Започва престрелка между войниците на Золо и бандата на Айра. Джоан и Илейн се втурват към безопасно място, преследвани от осакатения Золо, докато Джак се опитва да спре крокодила да избяга. Той неохотно го пуска, за да се опита вместо това да спаси Джоан.
Полудял, Золо се нахвърля върху Джоан; тя избягва дивите му удари с нож и той пада в крокодилска яма. Когато властите пристигат, Айра и хората му избягват, но Ралф е изоставен. След целувка Джак се гмурка във водата след крокодила с изумруда, оставяйки Джоан със сестра ѝ.
По-късно Джоан се връща в Ню Йорк и пише нов роман, базиран на нейното приключение. Глория е трогната до сълзи от историята и казва на Джоан, че държи още един бестселър в ръцете си. Връщайки се у дома, тя намира Джак да я чака на платноходка, наречена Анджелина, на героинята от романите на Джоан, и обут в ботуши, направени от крокодилска кожа. Той се шегува, че крокодилът получил „фатален случай на лошо храносмилане“ от изумруда, който продал, използвайки парите, за да купи лодката на мечтите си. Те тръгват заедно, планирайки да обиколят света по вода.

## Актьорски състав
- Майкъл Дъглас – Джак Колтън, нахален и груб американски ловец на птици, живеещ в Колумбия, който помага на Джоан в нейното приключение. Той се надява да спести пари, за да си купи платноходка, и да напусне Колумбия, отдавайки се на пътуване по света.
- Катлийн Търнър – Джоан Уайлдър, успешна, но самотна писателка, живееща в Ню Йорк. Тя копнее да срещне и да се влюби в мъж, приличащ героите от нейните произведения.
- Дани Де Вито – Ралф, контрабандист на антики от Куинс, който взема за заложник сестрата на Джоан, като преследва Колтън и Уайлдър през джунглата с надеждата да се сдобие с картата.
- Зак Норман – Айра, братовчед на Ралф и партньор в престъплението. Има афинитет към крокодилите.
- Алфонсо Арау – Хуан, човек, за когото се предполага, че е наркотрафикант, който е голям фен на творчеството на Джоан. Той помага на Колтън и Уайлдър да избягат от Золо.
- Мануел Охеда – Полковник Золо, убиецът на съпруга на Илейн и безсърдечен заместник-командир на тайната полиция. След като не успява да получи картата от Джоан в Ню Йорк, той я преследва в Колумбия.
- Холанд Тейлър – Глория Хорн, приятелка и издателка на Джоан.
- Мери Елън Трейнър – Илейн Уайлдър
- Ева Смит – Госпожа Ъруин
- Джо Неснау – Супер
- Хосе Чавес – Сантос
- Евита Муньос – Жена
- Камило Гарсия – Шофьор на автобус
- Родриго Пуебла – Лош мъж
- Пако Морайта – Клерк
- Кимбърли Херин – Анджелина
- Бил Бъртън – Джеси Герард
- Тед Уайт – Гроган

## Продукция

### Сценарий
Сценарият е написан пет години по-рано от сервитьорката от Малибу Даян Томас, който в крайна сметка е единственият ѝ сценарий, направен във филм. Тя загива в автомобилна катастрофа година и половина след излизането на филма.

### Кастинг
Първоначално Силвестър Сталоун е смятан за ролята на Джак Колтън. Други актьори, спрягани за същата роля, са Бърт Рейнолдс, Клинт Истууд, Пол Нюман и Кристофър Рийв преди Дъглас да се съгласи, а Дебра Уингър е изборът на студиото за ролята на Джоан Уайлдър.

### Заснемане
Местата, на които се провеждат снимките, са Веракрус и Уаска де Окампо в Мексико и Снежния каньон в Юта. Сцената, в която Търнър и Дъглас се разделят на двата бряга на реката, е заснета на река, намираща се до град Халкомулко в щата Веракрус.
По-късно Търнър казва за продукцията на филма: „Спомням си ужасни спорове [с Робърт Земекис], правейки Романса. Той е завършил филмово училище, очарован от камерите и ефектите. Никога не съм чувствала, че той знае какво трябва да направя, за да коригирам актьорската си игра на някои от проклетите му камери, понякога казвах: „Това не ми помага в работата!“. Актрисата работи отново със Земекис във филма Кой натопи Заека Роджър от 1988 г., озвучавайки Джесика Рабит.

## Награди и номинации
| Категория                               | Номиниран(и)                         | Резултат                |
| Оскар (25 март 1985 г.)                 | Оскар (25 март 1985 г.)              | Оскар (25 март 1985 г.) |
| --------------------------------------- | ------------------------------------ | ----------------------- |
| Най-добър филмов монтаж                 | Най-добър филмов монтаж              | номинация               |
| Златен глобус (27 януари 1985 г.)       |                                      |                         |
| Най-добър филм – мюзикъл или комедия    | Най-добър филм – мюзикъл или комедия | награда                 |
| Най-добра актриса в мюзикъл или комедия | Катлийн Търнър                       | награда                 |